# Clara Bow (canción)
«Clara Bow» es una canción de la cantautora estadounidense Taylor Swift. Fue lanzada el 19 de abril a través de Republic Records como la pista de cierre de su decimoprimer álbum de estudio, The Tortured Poets Department (2024). Coescrita por el colaborador de mucho tiempo Aaron Dessner, fue inspirada por las conversaciones de Swift con ejecutivos de discográficas. Una pista de pop rock con inclinaciones folk, comenta sobre la fama de Swift. Críticos, así como la familia de Bow, aplaudieron la canción por la vulnerabilidad y las letras de Swift.

## Música y letra
La canción es una balada impulsada por la guitarra, que contiene el comentario de Swift sobre las mujeres en la industria que son enseñadas a «reemplazarse unas a otras». Swift ha dicho que fue inspirada por sus conversaciones con ejecutivos de discográficas, diciendo: «... Ellos decían, 'Sabes, nos recuerdas a' y luego nombraban a una artista, y luego decían algo despectivo sobre ella, 'Pero tú eres esto, eres mucho mejor en este aspecto o en aquel aspecto'. Y así es como enseñamos a las mujeres a verse a sí mismas, como 'Podrías ser la nueva reemplazante de esta mujer que ha hecho algo grandioso antes que tú'». Contiene referencias líricas a la actriz Clara Bow y a la cantautora Stevie Nicks. Musicalmente, ha sido descrita como una canción de pop rock.

## Reacciones
Antes del lanzamiento del álbum, la familia de la actriz Clara Bow, a quien la pista está dedicada, expresó su esperanza de que la canción encapsulara su legado. Nicole Sisneros, bisnieta de Bow, dijo que su familia estaba sorprendida y fascinada por la canción. Sisneros agregó que el equipo de Swift no había contactado a la familia previamente. Otra nieta de Bow, Brittany Grace Bell, dijo que desea que Swift presente a Bow de manera positiva, destacando que tanto Bow como Swift fueron «pioneras en su campo». Después del lanzamiento de la canción, la familia de Bow la elogió, describiéndola como «hermosamente inquietante» y elogiando las letras, «Esta ciudad es falsa pero tú eres lo real». Bell además afirmó que cree que Bow habría apoyado a Swift si hubiera vivido para conocerla.

## Recepción
En una crítica positiva, Maria Sherman de The Associated Press dijo que «Clara Bow» es una de las mejores pistas de cierre de álbum de Swift. Al revisar el final de la canción, Sherman lo interpreta como autocrítica y conciencia por parte de Swift. Samantha Olsen de Cosmopolitan la colocó en tercer lugar en su clasificación de las cinco mejores pistas de su álbum principal, destacando sus sentimientos emocionales. Jason Lipshutz de Billboard elogió la canción por su producción, calificándola de «pop rock cuidadoso» y destacando su otro autorreferencial («Pareces Taylor Swift») y su representación de la belleza.